# Brahmadevarahalli, Hassan
Brahmadevarahalli là một làng thuộc tehsil Hassan, huyện Hassan, bang Karnataka, Ấn Độ.